# Sweet Box (KATSUMIのアルバム)
『Sweet Box』（スウィート・ボックス）は、KATSUMIの14枚目の会場限定CD。

## 内容
ライブ会場限定で販売されている会場限定CDの14作目。
公式ファンクラブ「Hip Bird Club」会員のみ、ファンクラブ運営の通信販売にて購入することができる。
ディスクはCD-R仕様となっている。

## 収録曲
全作詞・作曲・編曲：KATSUMI
1. 全ての意味
8thオリジナル・アルバム『DEVOTION』収録楽曲の新録。
2. 瞳を閉じて
作曲：石川洋
4thオリジナル・アルバム『FORCE』収録楽曲の新録。
3. 君が好きさ
ミニ・アルバム『CHANCE in the Seeds of Love』収録楽曲。